# Renald II (hrabia Burgundii)
Renald II (ur. ok. 1050, zm. w 1097/1102) – hrabia Burgundii od 1087, z dynastii Anskarydów.

## Życiorys
Renald był synem hrabiego Burgundii Wilhelma I Wielkiego i prawdopodobnie Stefanii z Longwy, córki księcia Górnej Lotaryngii Adalberta. Objął władzę w hrabstwie Burgundii po śmierci ojca w 1087. Podobnie jak ojciec, był sprzymierzeńcem cesarza. Wyruszył na I wyprawę krzyżową. Zmarł w drodze na nią lub w jej trakcie. 
Żoną Renalda była Regina z Oltingen. Mieli syna Wilhelma, następcę Renalda jako hrabiego Burgundii.